# 까쁘군
까쁘군은 라농주의 행정 구역이다. 이 지역의 총 인구 수는 2012년 기준으로 18784명이다. 인구 밀도는 29.2km2이다.

## 행정 구역
| 번호 | 지명         | 태국어 지명 | 빌리지 | Pop.  |  |
| ---- | ------------ | ----------- | ------ | ----- |  |
| 1.   | Muang Kluang | ม่วงกลวง     | 4      | 3,772 |  |
| 2.   | Kapoe        | กะเปอร์      | 10     | 5,521 |  |
| 3.   | Chiao Liang  | เชี่ยวเหลียง   | 7      | 1,921 |  |
| 4.   | Ban Na       | บ้านนา       | 8      | 3,333 |  |
| 5.   | Bang Hin     | บางหิน       | 5      | 4,237 |  |

|  | 이 글은 지리에 관한 토막글입니다. 여러분의 지식으로 알차게 문서를 완성해 갑시다. |